# Letholdus
Letholdus a fost primul cavaler cruciat care a reușit să urce pe zidurile Ierusalimului în timpul asediului asupra orașului în cadrul primei cruciade, în 1099, potrivit unei surse contemporane anonime.